# Éva Gauthier

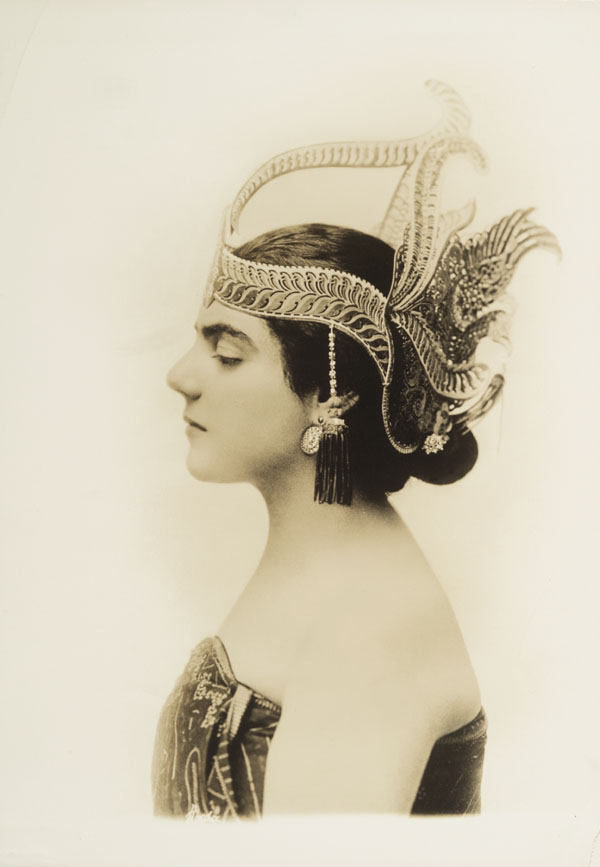
Éva Gauthier

Éva Gauthier (* 20. September 1885 in Ottawa; † 26. Dezember 1958 in New York City) war eine kanadische Opernsängerin (Alt, Sopran).

## Leben
Gauthier hatte als Kind Klavierunterricht bei Edgar Birch und ab dem dreizehnten Lebensjahr Gesangsunterricht bei Frank Bruel und sang Solopartien an der St. Patrick's Church und der Basilika Notre Dame. Mit Unterstützung ihres Onkels Wilfried Laurier reiste sie 1902 zur weiteren Ausbildung nach Europa. Hier bemühte sie sich zunächst vergeblich um Unterricht bei Nellie Melbas Lehrerin Mathilde Marchesi und studierte dann bei August-Jean Dubulle, dem Lehrer Joseph Sauciers und nach einer Stimmbandoperation bei Jacques Bouhy, dem Interpreten des Escamillo in der Uraufführung der Carmen.
1905–06 engagierte sie Emma Albani für eine Konzertreise durch Großbritannien und ihre Farewell-Tour durch Kanada. Ein Stipendium des Baron Strathcona ermöglichte ihr 1906 einen Studienaufenthalt in London, wo sie Schülerin von William Shakespeare war. 1907 sang sie die Sopranpartie in Charles A. E. Harriss’ Coronation Mass for Edward VII in der Queen’s Hall. In Mailand studierte sie 1907–08 bei Giuseppe Oxilia und später bei Carlo Carignani. Carusos Schwägerin Rina Giachetti bereitete sie auf ihre Bühnenpremiere als Micaela in Carmen vor, die 1909 in Pavia stattfand.
Nachdem ihre Rolle als Mallika in Léo Delibes’ Lakmé bei der London Covent Garden Opera Company kurzfristig umbesetzt worden war, unternahm Gauthier eine Reise nach Indonesien. Dort lernte sie Plantagenbesitzer Frans Knoote kennen, den sie 1911 heiratete, und sie studierte als eine der ersten westlich ausgebildeten Sängerinnen die indonesische Gamelanmusik. Sie unternahm Konzertreisen durch Japan, China, Singapur, Malaysia, Australien und Neuseeland, bevor sie nach Ausbruch des Ersten Weltkrieges in die USA ging.
Dort versuchte sie sich kurze Zeit als Vaudevillesängerin, bevor sie sich auf ein Repertoire javanesischer und moderner westeuropäischer Musik konzentrierte. Bei einem Konzert an der New Yorker Aeolian Hall sang sie 1917 u. a. drei Lieder von Maurice Ravel, Igor Strawinskis Drei japanische Gedichte und Five Poems of Ancient China and Japan des amerikanischen Komponisten Charles Tomlinson Griffes. Strawinski bestimmte nach diesen Konzert, dass sie künftig alle Premieren seiner Vokalwerke singen solle, und sie wurde als „The High Priestess of Modern Song“ bekannt.
1920 sandte die Music League of America Gauthier nach Paris, um mit Maurice Ravel eine Konzertreise durch die USA zu vereinbaren. Dies wurde der Beginn ihrer Freundschaft mit Ravel, zudem lernte sie bei dieser Gelegenheit u. a. auch Eric Satie und die Komponisten der Groupe des Six kennen. In den nächsten Jahren trat sie mit namhaften Orchestern und Dirigenten der USA auf und unternahm Konzertreisen mit Ned Rorem, Celius Dougherty und Colin McPhee als Begleiter.
1923 gab sie in der Aeolian Hall ein Konzert unter dem Titel Recital of Ancient and Modern Music for Voice, das in die Geschichte der amerikanischen Musik einging. Während sie im ersten Teil des Konzertes klassische Opernarien von Vincenzo Bellini und Henry Purcell moderne Kompositionen von Arnold Schoenberg, Darius Milhaud, Béla Bartók und Paul Hindemith gegenüberstellte, sang sie im zweiten Teil Irving Berlins Alexander's Ragtime Band, Kompositionen von Jerome Kern und Walter Donaldsen und, begleitet vom Komponisten, drei Lieder von George Gershwin, womit sie erstmals vom Jazz beeinflusste Musik in einem klassischen Konzert vorstellte. Das erfolgreiche Konzert wurde später in Boston und London wiederholt.
Beim Festival der International Society of Contemporary Music in Venedig sang sie wenige Monate später Lieder von Heitor Villa-Lobos. Auf dem Höhepunkt ihrer Laufbahn stand sie in Verbindung mit zahlreichen berühmten zeitgenössischen Komponisten wie Debussy, Gershwin, Manuel de Falla, Francis Poulenc, Satie, Strawinski, John Alden Carpenter, John Singer Sargent und Amy Lowell.
Ende der 1920er Jahre musste Gauthier ihre Konzerttätigkeit krankheitsbedingt unterbrechen und nahm sie erst 1931 mit einem Auftritt in Havanna wieder auf, konnte aber an ihre großen Erfolge nicht mehr anknüpfen. Sie sang die Sopranpartie in der Premiere Saties Sinfonie Socrate und 1935 und 1936 die Vokalrolle in Strawinskis Ballett Perséphone, 1937 zog sie sich jedoch von der Konzertbühne zurück.
Sie gründete dann ein Gesangsstudio in New York, gab Meisterklassen und betätigte sich als Jurorin bei Gesangswettbewerben. Für ihre Studenten und andere junge Musiker organisierte sie Konzerte, und sie gehörte zu den Gründern der American Guild of Musical Artists. In ihren letzten Jahren war Gaulthier krank und auf finanzielle Unterstützung angewiesen. Zu ihrem 100. Geburtstag 1985 führte Joan Patenaude-Yarnell an der Universität Montreal ein Programm mit Stücken aus ihrem Repertoire auf. Gauthiers jüngere Schwester Juliette Gaultier de la Verendrye wurde als Geigerin und Folksängerin bekannt.